# Berland River
Der Berland River ist ein etwa 253 km langer linker Nebenfluss des Athabasca River in Zentral-Alberta in Kanada. Oberhalb der Einmündung des Sunset Creek, heißt der 27 km lange Oberlauf auch North Berland River.

## Namensgebung
Der Fluss trug bis 1917 die Namen Baptist River und Baptiste Berland River. Um eine Verwechslung mit dem Baptiste River zu vermeiden, heißt der Fluss seither Berland River. Namensgeber ist Jean Baptiste Berland (1777–1838). Dieser erkundete gemeinsam mit dem Botaniker Thomas Drummond die Jasper-Smoky River-Region.

## Flusslauf
Der Berland River entspringt in den Kanadischen Rocky Mountains. Das Quellgebiet befindet sich an der Südostflanke des 2697 m hohen Mount Degas auf einer Höhe von etwa 2300 m. Der Berland River fließt anfangs 4 km in Richtung Ostsüdost, bevor er sich nach Nordosten wendet und den Gebirgskamm durchschneidet. Als North Berland River fließt er in einem Bogen nach Norden, wo er auf den Sunset Creek trifft. Im Anschluss fließt der Fluss als Berland River nach Osten. Nach 10 Kilometern trifft der South Berland River von Süden kommend auf den Berland River. Dieser fließt in der Folge in ostnordöstlicher Richtung und durchschneidet drei Höhenkämme. Bei Flusskilometer 189 mündet der Moon Creek von rechts in den Berland River. Kurz darauf, bei Flusskilometer 187 kreuzt der Alberta Highway 40 (Bighorn Highway) den Flusslauf. Der Berland River fließt ein kurzes Stück nach Südosten und nimmt bei Flusskilometer 174 den Little Berland River von rechts auf. Im Anschluss wendet sich der Berland River nach Norden und später nach Nordosten. Bei Flusskilometer 50 mündet der Wildhay River rechtsseitig in den Berland River. Dieser fließt nun nach Osten und mündet schließlich in den Athabasca River.

## Hydrologie
Der mittlere Abfluss (MQ) am Pegel 07AC007, 10 km oberhalb der Mündung gelegen, beträgt etwa 33 m³/s. Die größten monatlichen mittleren Abflüsse treten im Juni und im Juli mit etwa 90 m³/s auf.